# Estación Quillota
Estación Quillota fue una estación ferroviaria que formó parte de la línea Santiago - Valparaíso de la Empresa de los Ferrocarriles del Estado y de la antigua red de estaciones del Metro Regional de Valparaíso MERVAL (Actual Tren Limache-Puerto). Se ubicaba en pleno centro de Quillota, región de Valparaíso.

## Historia

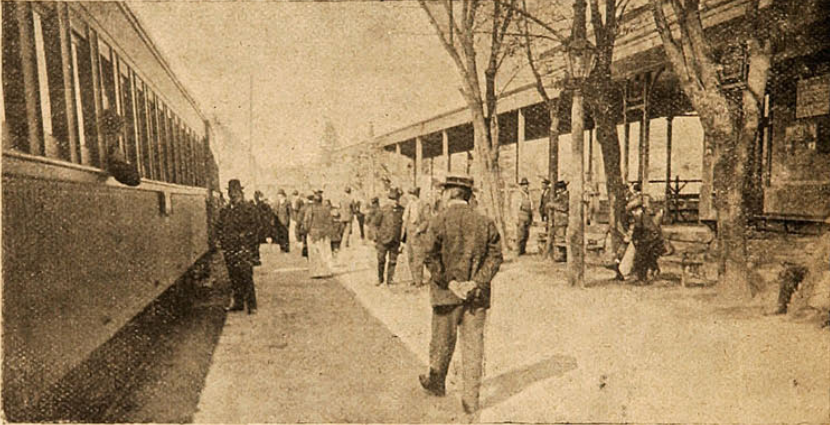
Andén de la estación en 1904.

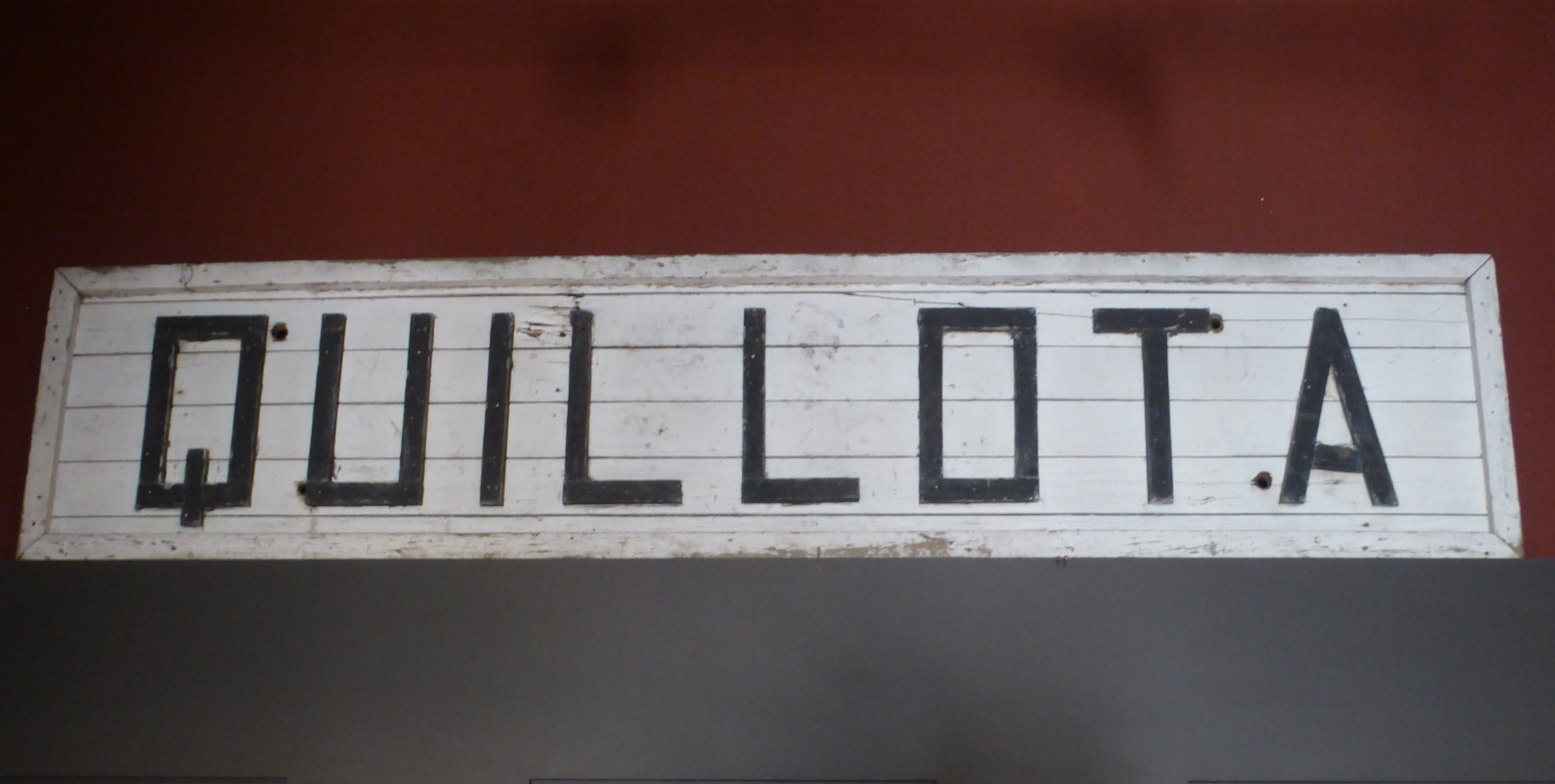
Antiguo letrero de la estación, en exposición en el Museo Histórico-Arqueológico de Quillota.

Inaugurada en la segunda mitad del siglo XIX, esta estación formó parte del trazado ferroviario Santiago - Valparaíso. Durante 130 años fue un importante punto del trazado que unía a la capital del país con su principal puerto, sin embargo las inauguración del túnel Lo Prado en la Ruta 68 a comienzos de la década del 70 y tras el accidente ferroviario de Queronque en 1986, el servicio ferroviario entre Santiago y Valparaíso se suspende definitivamente. A fines de la misma década, se convierte en un metro regional, que prestaba servicios desde Puerto hasta estación Los Andes. 
Sin embargo, para 1995 se cerró definitivamente el servicio hacia las provincias del interior de la Región de Valparaíso, quedando la estación Limache como estación terminal. Sus dependencias pasaron ser destinadas como locales comerciales y boleterías de empresas de buses interurbanos.
Es en 2001 que se desplazan las vías del ferrocarril hacia las afueras de Quillota, justificado por el «cuello de botella formado por la vía férrea y el Cerro Mayaca». Las obras de remoción terminan en 2005 con la inauguración de la Avenida Condell. Esta es la misma situación ocurrida con la estación Corvi.
La estación, afectada por un incendio el 6 de junio de 2004, En algún momento, el grupo Colectivo Estación Roja desarrolló el «proyecto Estación Roja», dónde el edificio de la estación fue pintado de rojo y decorado con siluetas blancas de la población local. Sin embargo, durante finales de 2006 el edificio de la estación fue demolido.
En 2015, en la bodega de la exestación, comenzó la construcción del Centro Cultural Leopoldo Silva Reynoard, espacio inaugurado en noviembre de 2017.
Con el anuncio de las intenciones de extensión del Tren Limache-Puerto hasta la La Calera, se ha planificado la construcción de dos nuevas estaciones de ferrocarriles en Quillota: Quillota Sur y Quillota Centro.

## Lectura complementaria
- Vicuña Mackenna, Benjamín (1877). De Valparaíso a Santiago.. Santiago de Chile: Imprenta de la Librería de El Mercurio. Consultado el 3 de octubre de 2013.c
- Burgos, G. (2007). Ferrocarril de Valparaíso a Santiago. Santiago de Chile: Librería Editorial Ricaaventura.